# جورج شومان
جورج شومان (بالألمانية: Georg Schumann) (17 أغسطس 1898 ببرلين في ألمانيا - ) هو لاعب كرة قدم ألماني في مركز الهجوم. شارك مع منتخب ألمانيا لكرة القدم. أما مع النوادي، فقد لعب مع بلو فايس برلين وتنس بوروسيا برلين وSpVg Blau-Weiß 90 Berlin ‏.

## وصلات خارجية
- جورج شومان على موقع قاعدة بيانات كرة القدم.إي يو (الإنجليزية)
- جورج شومان على موقع ناشيونال فوتبول تيمز (الإنجليزية)
- جورج شومان على موقع عالم كرة القدم.نت (الإنجليزية)